# Ellen Ugland
Ellen Ugland (Grimstad, 19 de maio de 1953 - Bærum, 6 de dezembro de 2010) foi uma bilionária norueguesa, viúva do bilionário Johan Jørgen Ugland. Ela foi encontrada morta em seu apartamento em Lysaker, Bærum em dezembro de 2010.